# Jaskinia Małołącka
Die Höhle Jaskinia Małołącka (deutsch: Höhle der Kleinen Wiese) ist eine Höhle im Tal Dolina Małej Łąki am Berg Małołączniak im Massiv der Westtatra (Tatra-Nationalpark) in Polen. Sie ist eine der tiefsten Höhlen in Polen und der Tatra. Man darf sie nur mit der Genehmigung der Nationalparkverwaltung betreten. Sie ist nur teilweise erforscht.

## Geografie
Die Höhle liegt bei Zakopane und Kościelisko, ist 258 Meter lang und hat einen Eingang auf Höhe von 1872 m n.p.m.